# ピエール・ワトキン
ピエール・ワトキン（Pierre Watkin、1889年12月29日 - 1960年2月3日）は、アメリカ合衆国の俳優。

## 主な出演作品
- 忘れられた顔（英語版） (1936)
- 就職戦術 (1937)
- 打撃王（1942）
- ザ・シャドウ・リターンズ（英語版） (1946)
- ザ・セカンド・フェイス（英語版） (1950)
- 烙印なき男 (1956)